# Список дипломатических миссий Маврикия
Список дипломатических миссий Маврикия — перечень дипломатических миссий (посольств) Маврикия в странах мира (не включает почётных консульств).

## Европа
- Бельгия
  - Брюссель (посольство)
- Великобритания
  - Лондон (высшее уполномоченное представительство)
- Германия
  - Берлин (посольство)
- Россия
  - Москва (посольство)
- Франция
  - Париж (посольство)

## Азия
- Индия
  - Нью-Дели (высшее уполномоченное представительство)
  - Мумбаи (консульство)
- Китай
  - Пекин (посольство)
- Малайзия
  - Куала-Лумпур (высшее уполномоченное представительство)
- Пакистан
  - Исламабад (высшее уполномоченное представительство)

## Америка
- США
  - Вашингтон (посольство)

## Африка
- Египет
  - Каир (Embassy)
- Мадагаскар
  - Антананариву (Embassy)
- Мозамбик
  - Мапуту (High Commission)
- Эфиопия
  - Аддис-Абеба (Embassy)
- ЮАР
  - Претория (High Commission)

## Океания
- Австралия
  - Канберра (высшее уполномоченное представительство)

## Международные организации
- Аддис-Абеба (постоянное представительство при Африканском союзе)
- Брюссель (представительство при ЕС)
- Женева (постоянное представительство при ООН и международных организациях)
- Нью-Йорк (постоянное представительство при ООН)
- Париж (постоянное представительство при ЮНЕСКО)